# Murska Sobota (stacja kolejowa)
Murska Sobota – stacja kolejowa w miejscowości Murska Sobota, w regionie Prekmurje, w Słowenii. Została otwarta w 1924 r.
Stacja jest zarządzana przez SŽ-Infrastruktura.
W dniu 29 stycznia 2010 roku, pierwszy pomnik Holocaustu w Słowenii został odsłonięty na tej stacji. Poświęcony jest on Żydom z regionu Prekmurje.

## Linie kolejowe
- Ormož – Hodoš